# Anoual (Aït Seghrouchen)
Anoual est un village situé dans la province de Figuig, dans la région de l'oriental, au nord-est du Maroc.
Le village appartient aux Oulad Echorfa Sidi Mohammed Ben Ahmed qui fait partie de la famille du Sultan Idriss 1er.
Le village est situé sur le territoire de la tribu des (Aït Bouchaouen) des Aït Seghrouchen.

"Anoual" est un mot berbère signifiant "Forge"
Le 20 décembre 1908,le Général Lyautey a envoyer le Colonel Ben Daoud et sa colonne en direction du Guir.
Au cœur d'Anoual, la colonne tomba dans un sanglants guet-apent où furent blesser mortellement le Colonel Ben Daoud.